# 阿亞瓦卡
阿亞瓦卡（西班牙語：Ayabaca），是秘魯的城鎮，位於該國西北部皮烏拉地區，是阿亞瓦卡省的首府，處於安第斯山脈地區，毗鄰與厄瓜多爾接壤的邊境，始建於1571年，海拔高度2,715米。